# Schloss Gelsdorf

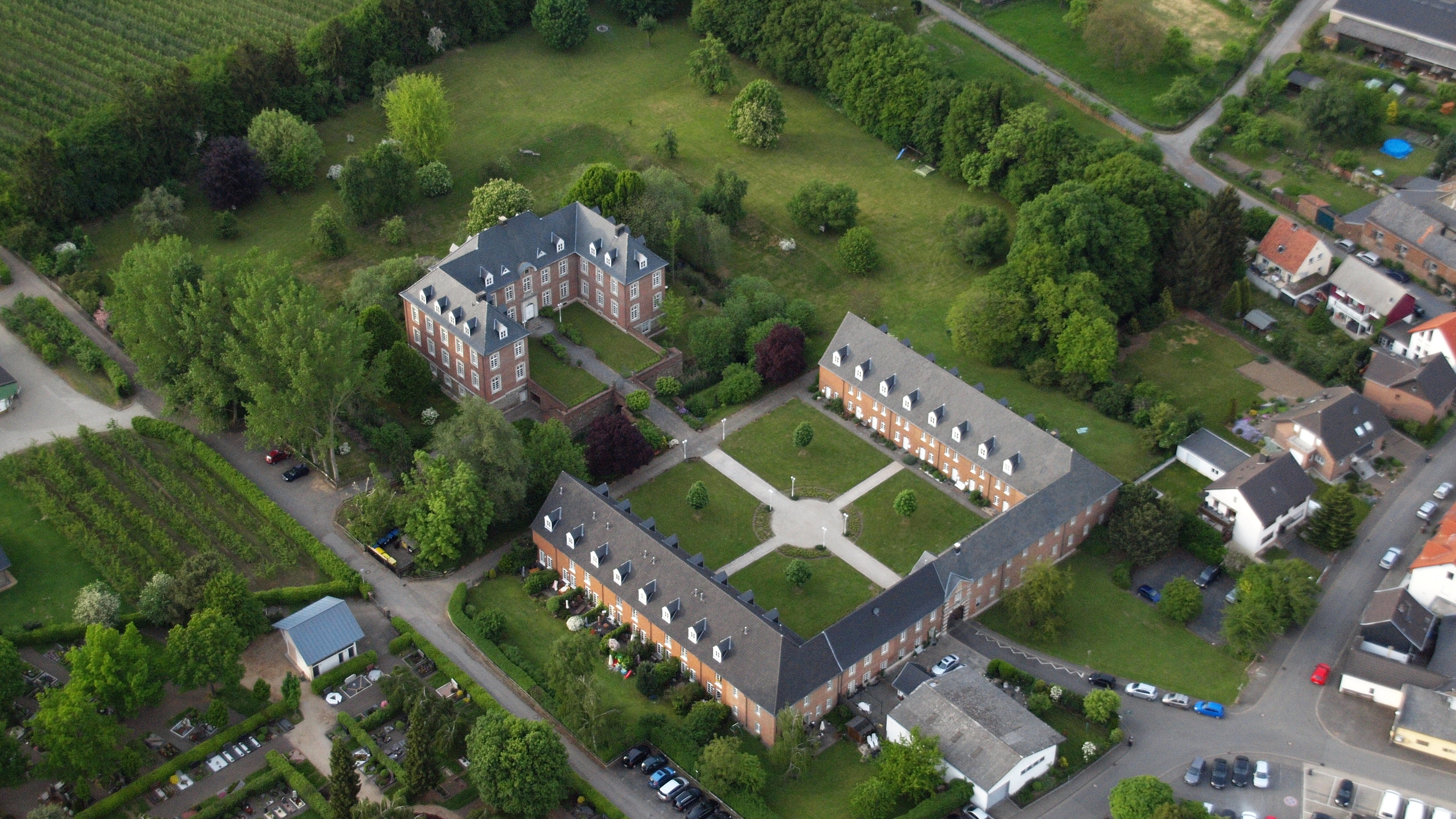
Schloss Gelsdorf, Luftaufnahme (2015)

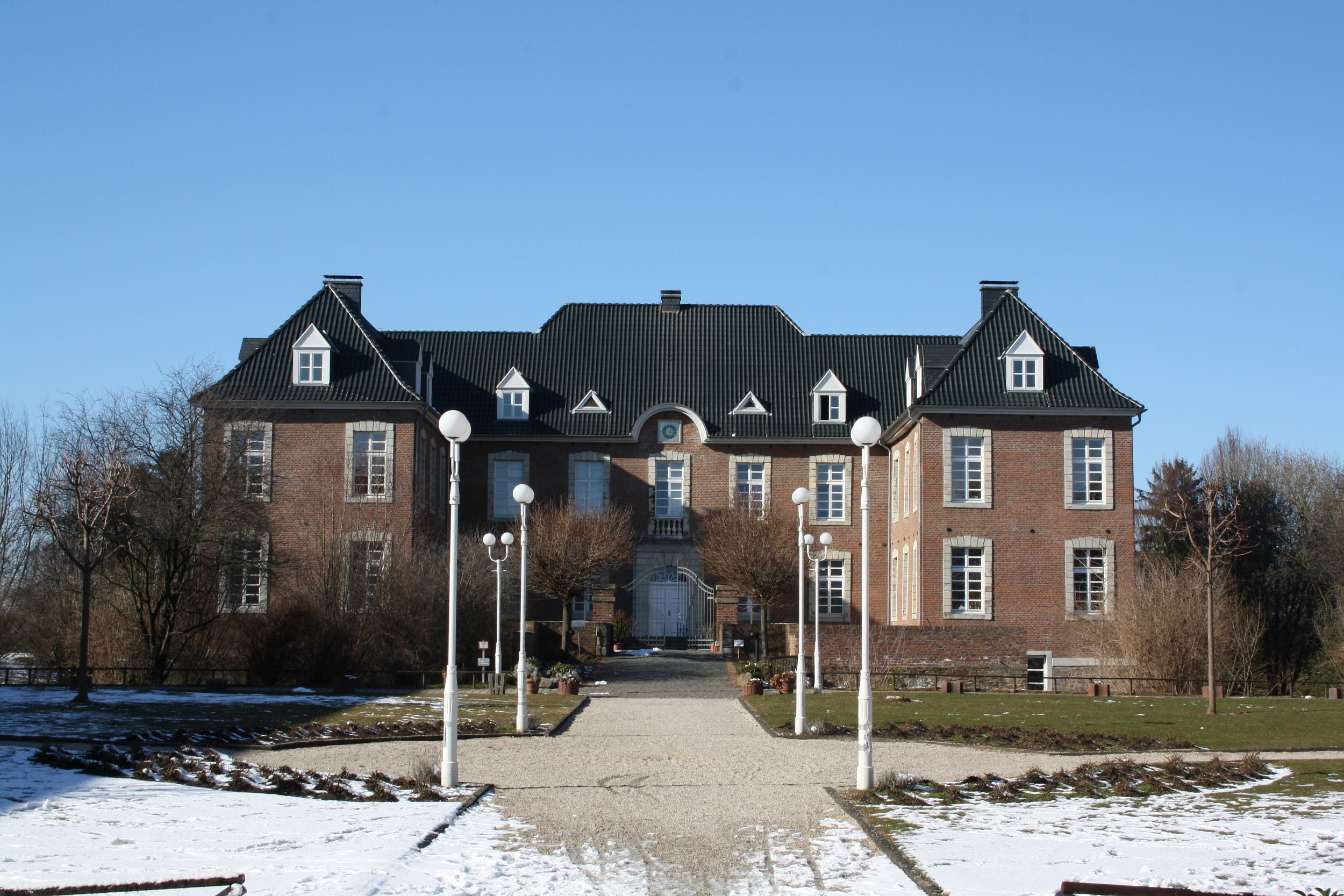
Schloss Gelsdorf, Herrenhaus

Schloss Gelsdorf ist ein kleinerer Herrensitz im Ortsteil Gelsdorf der Gemeinde Grafschaft in Rheinland-Pfalz. Das Schloss, mit seinen schlichten Backsteinfassaden und Natursteindekor und der konsequenten Geometrie, ist eine bemerkenswerte Rarität spätbarocker Baukunst.

## Geschichte
Die Wasserburg Gelsdorf wird erstmals 1220 als Stammsitz der Herren von Gelsdorf urkundlich erwähnt. Mitglieder dieser Familie werden im 13. und 14. Jahrhundert als Lehnsleute des Erzstifts Köln aufgeführt. Später in der zweiten Hälfte des 14. Jahrhunderts findet es sich unter den Besitzungen von Johann von Saffenburg, dessen Erbe an den Grafen von Virneburg fällt. Dessen Erbe fällt 1554 wiederum an Graf Dietrich von Manderscheid. 1716 wird Freiherrn Lothar Friedrich von Hundheim mit der Burg belehnt. Nach dem Verkauf an Johann Bernhard von Hallberg (Sohn des kurpfälzischen Hofkanzlers Jakob Tillmann von Hallberg) im Jahre 1734 folgt ein weiterer im Jahr 1763 an Constantin von Gruben (1712–1788, Vater des späteren Bischofs Karl Klemens von Gruben). Dieser errichtet 1766 das heutige dreiflügelige Wasserschloss nach französischem Vorbild aus Herrenhaus, Vorburg mit Gesindehaus, Ställen, Remisen und Wassergräben an der Stelle der Burg aus der zweiten Hälfte des 13. Jahrhunderts. Von der alten Burg sind im Gartengeschoß Gewölbe und eine romanische Säule erhalten. Über der Durchfahrt der neuen Vorburg ist ein 1763 bezeichneter Stein mit dem Allianzwappen von Gruben und von Vogelius (Geburtsname der Ehefrau) eingelassen.
Der Sohn Constantin von Gruben’s, Franz von Gruben, sowie seine beiden Schwestern Maria Anna und Ernestine von Gruben, verpfändeten am 30. Januar 1821 das Anwesen und Freiherr von Geyr erwarb es bei einer Zwangsversteigerung für ein Kapital von 13.700 Talern. 1840 wurde das Grundstück parzelliert. Das Herrenhaus teilte sich die Gemeinde und die Kirche als Schule und als Pfarrhaus, die Vorburg wurde landwirtschaftlich genutzt. Mitte der 1960er Jahre gab es Bestrebungen, die Gebäude, damals Eigentum der Gemeinde, abzureißen, die jedoch durch den Kauf eines Privatinvestors nicht umgesetzt wurden. Am 19. Juli 1979 brannte das Herrenhaus aus ungeklärter Ursache vollständig aus. Nach dem Verkauf der Ruine an einen neuen Besitzer  wurde die gesamte Anlage durch Bruno Lambart mit großem Aufwand wieder aufgebaut und restauriert (1982–93). Das Schloss und große Teile der Vorburg werden heute als Mietobjekt, vornehmlich für Familien, genutzt. Die Anlage ist nicht zu besichtigen.